# 박열

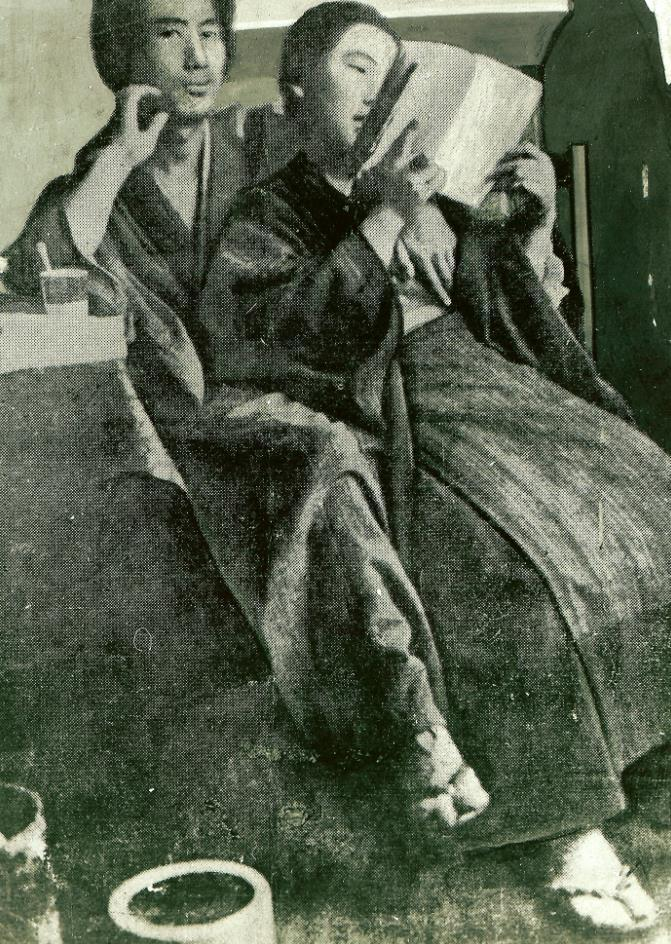
박열과 가네코 후미코

박열(朴烈, 박렬, 본명: 박준식, 본명 한자: 朴準植, 1902년 3월 12일 (1902년 음력 2월 3일) ~ 1974년 1월 17일)은 한국의 아나키스트, 사회운동가이다. 간토 대지진 직후 대역사건 중 하나인 박열 사건의 주모자로 체포된 후 1945년까지 22년간 투옥 후 출소하여 일본에서 결성된 한국인 교민단체인 재일본조선거류민단의 초대 단장(1946년 10월 ~ 1949년 4월)을 지냈다.

## 주요 경력
- 신조선건설동맹 총재
- 재북평화통일촉진협의회 협력위원

## 생애

### 학창시절
경상북도 문경에서 박영수(朴英洙)의 셋째아들로 태어났다. 상주시 함창초등학교를 졸업한 후 15세에 서울로 올라와 경성고등보통학교 사범과 현재 서울대학교 사범과
로 진학했다. 재학 중에 3·1 운동 만세 시위에 가담한 혐의로 퇴학당하고, 1919년  일본 도쿄로 건너가, 세이소쿠가쿠엔 고등학교에서 수학하였다. 형편이 어려웠던 그는 신문배달 등 아르바이트를 하면서 세이소쿠가쿠엔 고등학교를 다녔다.

### 아나키스트
일본에서는 사회주의자, 아나키스트들과 교류했다. 1920년 1월 일본에 있는 조선인 고학생들과 노동자 사회의 상부상조를 표면상의 목적으로 하는 동경 조선고학생동우회를 결성해 조직활동을 시작했다. 이후 의열단, 흑우회 등을 조직했다. 박열은 흑도회라는 아나키즘 단체에 가담한 아나키즘 신봉자로 활동하였다.

### 독립 운동
1922년 김약수·정태성 등과 함께 동경조선고학생동우회에서 '전국노동자 제군에 격함'이라는 선언을 발표했다.
박열은 1923년 4월 불령사(不逞社)라는 비밀 결사를 조직했고, 국제공산당 자금사건 때 증발한 자금을 횡령했다는 의혹이 있는 장덕수를 잡아다 구타하기도 했다. 같은 해 관동대지진 이후 험악한 분위기 속에서 일본인 부인인 가네코 후미코(일본어: 金子文子)와 함께 1923년 10월에 히로히토 황태자의 혼례식 때 암살을 기도한 죄로 체포되었다. 불령사가 다이쇼 천황과 히로히토 황태자 등을 폭탄으로 암살하기로 모의했다는 혐의 때문이었으나, 사건 자체가 과장, 조작되었다는 설도 있다.
박열과 가네코 후미코는 1926년 사형 선고를 받았으나 무기징역으로 감형되었고, 가네코 후미코는 1926년 7월 23일 우쓰노미야 형무소에서 의문의 죽음을 맞았다. 박열은 22년 2개월을 복역하고 해방 후 미군에 의해 풀려났다.
그동안 '아나키스트' 독립운동가로만 알려졌던 박열이 항일 비밀결사조직인 의열단 단원이라는 증거가 최근에 나왔다. 1924년 4월2일 이뤄진 일본 도쿄 지방재판소 제8회 신문조서 내용으로, 박열 선생이 당시 "피고(박열)는 의열단에 가입되어 있는가"라는 질문에 "의열단과 관계는 있다"고 답한 부분이 기록돼 있다.
의열단 독립운동사의 권위자로 꼽히는 김삼웅 전 독립기념관장은 2019년 7월 16일 서울 종로구 한 카페에서 뉴시스와 만나 일본 도쿄 지방재판소 기록을 공개했다. 김 전 관장은 이같은 내용을 이번에 출간되는 저서 '의열단, 항일의 불꽃'(2019년, 도서출판 두레)에도 공개할 계획이다.

### 광복 이후

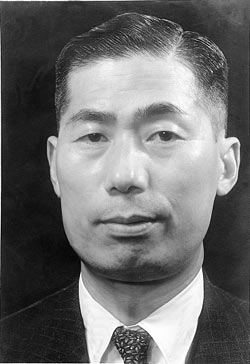
전후의 박열

일본이 태평양 전쟁에서 패한 뒤 풀려나 일본에서 우익 교포 단체인 재일본조선거류민단(재일본대한민국민단의 전신)을 조직하고 단장을 맡았다. 이때 저서로 《신조선혁명론》(1946)을 남겼고, 이승만 노선을 지지했다.
김구가 모스크바 3국외상회의에 반발, 강력한 반탁운동을 추진하자 12월 30일 결성된 신탁통치반대 국민총동원위원회 위원이 되었다. 이승만과 김구 사이에 분열의 조짐이 보이자 편지를 보내, 이승만과 김구의 화해를 촉구하였으나 받아들여지지 않았다.
1946년 2월 ~ 6월 김구의 부탁으로 3의사(윤봉길, 이봉창, 백정기) 유해발굴 봉환 위원장으로 활동했다.
1946년 12월과 1947년 4월 2차례에 걸쳐 국제연맹 회의에 참가하기 위해 미국을 방문하고 돌아오는 이승만과 회담했다.
그 후 1947년 6월 〈민단신문〉에 '건국운동에서 공산주의를 배격한다'는 성명서를 발표하고, 1947년 10월 민단 정기대회에서 이승만 계열의 남한 단독정부 수립 노선을 지지했다. 민단은 1948년 남한 정부수립 직후 '재일본대한민국거류민단'으로 이름을 바꾸어 활동하였다.
1948년 재정 문제와 민단 내 반대파들 때문에 단장직에서 물러났다.

### 납북
정부 수립 이후 이승만의 초청으로 1949년 귀국하여 한국독립당 당무위원을 지내다가 한독당 탈당 후 한국전쟁 당시 납북되었다. 북에서 구체적인 활동 자료는 알 수 없다. 1974년 재북평화통일촉진협의회 명단에 이름이 있으나 동 단체는 대남선전과 통일전략에 납북 인사를 활용하기 위한 의도에서 한국전쟁 당시 납북된 인물들을 대부분 비자발적으로 동원했던 단체였다.

## 사후
- 1984년 2월, 그가 생전에 중퇴한 일본 세이소쿠 가쿠엔 고등학교에서 명예 졸업장이 추서되었다.
- 대한민국 정부는 그의 공헌을 기리기 위해 1990년 건국훈장 대통령장을 추서하였다.
- 1993년 8월, 그가 생전에 전퇴한 경성제일고보에서 명예 졸업장이 추서되었다.
- 1994년 2월, 그가 생전에 전퇴한 경성제이고보에서 명예 졸업장이 추서되었다.
- 그의 고향인 경상북도 문경시의 생가 터에도 그를 기념하는 기념관이 건립되어, 2012년 10월 9일에 개관되었으며, 기념관 옆쪽에는 2003년 3월에 먼저 자리잡은 가네코 후미코의 묘소가 있다. 정부는 2018년 11월 가네코 후미코에게 일제에 저항한 공을 기려 일본인으로는 두 번째로 대한민국 건국훈장 애국장을 추서했다.[5]

## 관련작품
- 영화 《박열》 (2017년, 배우:이제훈)
- 뮤지컬 <박열> (2021년, 배우: 김재범,김순택,백기범,조훈)
- 뮤지컬 <22년 2개월> (2023년, 아떼오드 제작, 배우: 유승현, 양지원, 이재환)

## 저서
- 《신조선혁명론》 등

## 같이 보기
- 식민지에서 온 아나키스트
- 가네코 후미코
- 김중한(金重漢)
- 니히야마 하쓰요(新山 初代)
- 정태성(鄭泰成)
- 홍진유(洪鎭裕)
- 흑도회
- 아나키즘
- 아나키스트
- 이승만
- 한인거류민단
- 재일본대한민국민단
- 독립유공자로 대통령장을 수여받은 사람

## 참고 문헌
- 대한민국 국가보훈처, 이 달의 독립운동가 상세자료 - 박열, 2006년 보관됨 2016-03-05 - 웨이백 머신
- 야마다 쇼지 (2003년 3월 15일). 《가네코 후미코 - 식민지 조선을 사랑한 일본 제국의 아나키스트》. 번역 정선태. 서울: 산처럼. ISBN 9788990062048.
- 주간조선-천황암살 기도하다 체포 “난 조선민족의 대표” 사모관대 입고 재판받아
- 박열 네이버캐스트- 인물과 역사